# Mistrzostwa Europy we Wspinaczce Sportowej 2019
Mistrzostwa Europy we wspinaczce sportowej Małopolska 2019 – 13. edycja mistrzostw Europy we wspinaczce sportowej, która odbyła się w 2019 roku. Zawody w boulderingu przeprowadzono w Polsce w Zakopanem (w terminie 5–7 września), a konkurencje: prowadzenie i wspinaczkę na czas w dniach 4–6 października w szkockim Edynburgu. Polska wspinaczka Aleksandra Mirosław zdobyła złoty medal i została Mistrzynią Europy we wspinaczce sportowej (w konkurencji na czas).
Podczas zawodów wspinaczkowych zawodnicy i zawodniczki rywalizowali w 6 konkurencjach.

## Harmonogram
Legenda
| E | Eliminacje |  | Finał (ilość) |

| Wspinaczka sportowa |  | E | E | 2 |  |

| Wspinaczka sportowa |  | E | 2 | 2 |  |

## Uczestnicy
Zawodnicy i zawodniczki podczas zawodów wspinaczkowych rywalizowali w 6 konkurencjach.

### Reprezentacja Polski
- Kobiety;  Polki startowały w Edynburgu tylko we wspinaczce na czas gdzie: Aleksandra Mirosław zwyciężyła (zajęła 1 m.), Aleksandra Kałucka (4 m.), Patrycja Chudziak (6 m.), Anna Brożek (12 m.) oraz Natalia Kałucka (13 m.). W Zakopanem w boulderingu: Ida Kups zajęła 24 miejsce, Bianka Janecka (30 m.), Natalia Kałucka (32 m.), a Aleksandra Mirosław (35 m.).
- Mężczyźni; we wspinaczce na czas: Marcin Dzieński (15 m.); w boulderingu: Piotr Schab (6 m.), Adrian Chmiala (28 m.).

## Konkurencje
Mężczyźni
- konkurencję boulderingu przeprowadzono w Zakopanem, a konkurencje: prowadzenie i na czas rozegrano w Edynburgu

Kobiety
- bouldering - w Zakopanem, a konkurencje: prowadzenie i na czas w Edynburgu

## Medaliści
| Konkurencja                  | Złoto                        | Srebro                          | Brąz                        |
| ---------------------------- | ---------------------------- | ------------------------------- | --------------------------- |
| Mężczyźni                    |                              |                                 |                             |
| bouldering (Zakopane 7.09)   | Francja · Mickael Mawem      | Rosja · Siergiej Skorodumow     | Rosja · Wadim Timonow       |
| prowadzenie (Edynburg 6.10)  | Czechy · Adam Ondra          | Hiszpania · Alberto Ginés López | Szwajcaria · Sascha Lehmann |
| wsp. na czas (Edynburg 5.10) | Rosja · Władisław Deulin     | Ukraina · Danyjił Bołdyrew      | Rosja · Dmitrij Timofiejew  |
| Kobiety                      |                              |                                 |                             |
| bouldering (Zakopane 7.09)   | Słowenia · Urška Repušič     | Słowenia · Vita Lukan           | Rosja · Irina Kuzmienko     |
| prowadzenie (Edynburg 6.10)  | Słowenia · Lučka Rakovec     | Włochy · Laura Rogora           | Francja · Luce Douady       |
| wsp. na czas (Edynburg 5.10) | Polska · Aleksandra Mirosław | Rosja · Marija Krasawina        | Francja · Anouck Jaubert    |

## Klasyfikacja medalowa
* Organizator zawodów został zaznaczony tym kolorem,  Polskę  oznaczono tekstem pogrubionym.
|                   |                   |                   |                   |   |   |   |    |   |   |   |   |   |   |
| 1                 | Słowenia          | 2                 | 1                 | 0 | 3 | 0 | 0  | 0 | 2 | 1 | 0 |   |   |
| 2                 | Rosja             | 1                 | 2                 | 3 | 6 | 1 | 1  | 2 | 0 | 1 | 1 |   |   |
| 3                 | Francja           | 1                 | 0                 | 2 | 2 | 1 | 0  | 0 | 0 | 0 | 2 |   |   |
| 4                 | Czechy            | 1                 | 0                 | 0 | 1 | 1 | 0  | 0 | 0 | 0 | 0 |   |   |
| 4                 | Polska            | 1                 | 0                 | 0 | 1 | 0 | 0  | 0 | 1 | 0 | 0 |   |   |
| 6                 | Hiszpania         | 0                 | 1                 | 0 | 1 | 0 | 1  | 0 | 0 | 0 | 0 |   |   |
| 6                 | Ukraina           | 0                 | 1                 | 0 | 1 | 0 | 1  | 0 | 0 | 0 | 0 |   |   |
| 6                 | Włochy            | 0                 | 1                 | 0 | 1 | 0 | 0  | 0 | 0 | 1 | 0 |   |   |
| 9                 | Szwajcaria        | 0                 | 0                 | 1 | 1 | 0 | 0  | 1 | 0 | 0 | 0 |   |   |
| Ogółem (9 państw) | Ogółem (9 państw) | Ogółem (9 państw) | Ogółem (9 państw) | 6 | 6 | 6 | 18 | 3 | 3 | 3 | 3 | 3 | 3 |

Źródło: 